# Dreieck Hannover-Nord
Dreieck Hannover-Nord is een knooppunt in de Duitse deelstaat Nedersaksen.
Op dit knooppunt sluit de A352 de westrandweg van van Hannover-Noord aan op de A7 Hamburg-Füssen. 
Het knooppunt ligt in het uiterste oosten van de gemeente Wedemark. 

## Verkeersintensiteiten
In 2005 reden dagelijks 95.000 voertuigen over de A7 ten noorden van het knooppunt, wat het tot een zeer drukke buitenstedelijke snelweg maakt. Tevens reden er 55.600 voertuigen ten zuiden van het knooppunt en 31.700 voertuigen over de A352, wat erop duidt dat een derde van het verkeer op de A7 afslaat richting het westen van Hannover en Dortmund en vice versa.

## Richtingen knooppunt
| Aansluitende wegen                | Aansluitende wegen | Aansluitende wegen | Aansluitende wegen | Aansluitende wegen                            |
| --------------------------------- | ------------------ | ------------------ | ------------------ | --------------------------------------------- |
| richting Bremen / Hamburg         |                    |                    |                    |                                               |
|                                   |                    |                    |                    |                                               |
|                                   |                    |                    |                    |                                               |
|                                   |                    |                    |                    |                                               |
| richting Hannover-Nord / Dortmund |                    |                    |                    | richting Hannover / -Zentrum Kassel / Berlijn |